# Милиција СФРЈ
Милиција Социјалистичке Федеративне Републике Југославије је био орган Савезног секретаријата унутрашњих послова друштвено-политичких заједница Социјалистичке Федеративне Републике Југославије задужен за очување унутрашњег реда и мира.
Милиција СФРЈ је основана у току Народноослободилачке борбе на ослобођеним и полуослобођеним подручјима при Народноослободилачким одборима или командама мјеста. Током Другог свјетског рата била је позната под различитим називима: Партизанска стража, Сеоска стража, Народна заштита и др. Од 1944. године носила је назив Народна милиција, а од 1966. Милиција. Задатак Милиције је био да непосредно штити животе и личну слободу грађана, друштвену и личну имовину, одржава јавни ред и мир, јавну сигурност, спријечава нарушавање јавног поретка, открива кривична дијела и њихове извршиоце, те осигурава извршење других послова одређених законом или прописима донијетим на основу закона СФРЈ. Милиција је била наоружана и опремљена потребним техничким средствима и униформама. Организација милиције и одговорност њених радника је била усклађена са друштвеним самоуправљањем. За разлику од Оружаних снага СФРЈ, чија је организација и надлежност била на територији СФРЈ, милиција је била организована децентрализовано, на територијалном принципу. Милиција је била организована у организацијско-формацијске јединице: одјељења, станице, водови, чете, батаљони, одреди и бригаде. Милиција је у миру уско сарађивала са органима и јединицама Југословенске народне армије и Војне полиције ЈНА. У случају рата милиција је била дио Територијалне одбране Оружаних снага СФРЈ.

## Историја
Одјељење за заштиту народа формирано је 13. маја 1944, а у августу исте године од припадника Народноослободилачке војске и партизанских одреда Југославије формиран је Корпус народне одбране Југославије, који је представљао оперативне јединице ОЗН. Дан безбједности је све до распада СФРЈ обиљежаван 13. маја.
Непосредно послије ослобођења Београда, почела је обука првих припадника Народне милиције. У почетку, милиционари су обављали искључиво патролну, стражарску и спроводничку службу, док су објекте и установе обезбјеђивали припадници КНОЈ-а и Југословенске армије. Први милиционари нису имали исту униформу, а разликовали су се само по траци у виду заставе СФРЈ, са петокраком и словима НМ.
Уставом из 1946. године, у склопу Опште-савезног министарства унутрашњих послова установљене су Управа народне милиције, Команда народне милиције, Управа јавне безбједности и Управа државне безбједности. УДБА је настала превођењем дијелова ОЗН из ЈА у Опште-савезни МУП. Задржано је војно организовање, једнолико униформисање и чинови. Уставне реформе из 1953. године довеле су до битних промјена. Умјесто постојећих министарстава формирани су секретаријати: Савезни секретаријат унутрашњих послова и Републички секретаријати за унутрашње послове. У оквиру демилитаризације Савезног секретаријата, УДБА је престала да буде војно организована, униформисана служба, а њене оперативне снаге КНОЈ, укинуте су, те су задатке КНОЈ-а подијелиле граничне јединице ЈНА и Народне милиције. У Народној милицији су задржани чинови чије је означавање промјењено, милиционарима је дозвољено да ван службе носе цивилна одјела, а уведени су службени бројеви на никлованој пафти опасача. Опрема и наоружање били су веома шаролики, јер је милиција била опремљена трофејним оружјем или опремом из савезничке помоћи.
Све израженија децентрализација довела је до нове реорганизације службе 1956. године доношењем првог Закона о органима унутрашњих послова. Велики дио послова прењет је у надлежност република и административно-територијалних јединица. Уставним промјенама 1963. године и Основним законом о служби унутрашњих послова из 1964. године, настављена је децентрализација, а основни органи унутрашњих послова формирани су на нивоу општина.
Послије Брионског пленума 1966. године (на ком је смијењен Александар Ранковић, дотадашњи савезни министар унутрашњих послова и потпредседник СФРЈ који је руководио свим полицијским и тајним службама државе) дошло је до великих промјена, озваничених Основним законом о унутрашњим пословима из 1966. године. Разбијен је до тада успостављени јединствени систем државне безбједности СФРЈ. Унутрашњи послови су сконцентрисани у двије службе: Служби јавне безбедности и Служби државне безбедности. У саставу СЈБ-а су били Милиција, службе Сузбијање криминалитета, Безбједност саобраћаја и Погранични послови. Народна милиција је промјенила назив у Милиција, извршене су бројне кадровске и организационе промјене, Милиција је ушла у састав СЈБ-а, укинути су чинови, уведене ознаке функција које су се носиле слично као чинови, али су означавале функцију коју обавља припадник органа унутрашњих послова.
Уставним амандманима из 1971. године, Уставом из 1974. године и законима који су донети на основу новог устава, настављена је децентрализација милиције. Опремање и наоружавање је прешло у надлежност републичких и покрајинских секретаријата. Органи САП Војводине и САП Косова су радили на основу покрајинских закона, мада су се налазили у саставу СР Србије. За разлику од служби државних безбједности које су остале организоване на нивоу република и покрајина, службе јавне безбједности су се уклапале у концепцију друштвене самозаштите и расцјепкани систем безбједности. Суштински, односи између савезног, републичких и покрајинских секретаријата су засновани на принципу договарања, садејства и усклађивања рада, а не на принципу хијерархије и субординације. Овако децентрализовани систем са непрофесионализованим елементима, показао је бројне недостатке већ 1972. године, приликом упада терористичке групе тј. Бугојанске групе на териториј СФРЈ. На основу тог искуства, законским изменама 1972, 1977. и 1979. године, дошло је до оснивања посебних и специјалних антитерористичких јединица МУП-а, као и првих полицијских оперативно-потерних група. У складу са уставним промјенама и реорганизацији органа унутрашњих послова, укинуте су ознаке функција и уведене ознаке звања.
Оваква децентрализација, различита законска рјешења и велике разлике у финансирању, довели су до великих разлика у организацији и опремању органа унутрашњих послова. На савезном нивоу је постојао ССУП. На републичким и покрајинским нивоима су постојали републички, односно покрајински секретаријати за унутрашње послове. На регионалним нивоима су постојали различити органи, у зависности која је република или покрајина била у питању: Секретаријат за унутрашње послове (СУП), Заједнички секретаријат за унутрашње послове (ЗСУП), Међуопштински секретаријат за унутрашње послове (МСУП), Центар јавне безбједности (ЦЈБ), Центар безбједности (ЦБ). На општинском нивоу, у зависности од величине општинске територије, постојали су: Одјељење за унутрашње послове (ОУП), Станица милиције (СМ), Одјељење милиције (ОМ) и слично.